# 치클론-4M
치클론-4M은 우크라이나의 우주발사체이다.

## 역사
치클론-4M은 치클론-4을 개조한 것이다. 치클론-4는 브라질 알칸타라 발사 센터에서 사용하기 위해 개발하던 3단 액체연료 우주발사체이다. 2015년 브라질이 우크라이나와의 공동개발에서 철수했다. 당시 브라질과 우크라이나 모두 재정상황이 좋지 않았으며, 향후 상업 발사체 시장의 전망도 좋지 않았다.
2017년 3월, 캐나다 회사인 Maritime Launch Services가 치클론-4을 개조한 치클론-4M을 개발할 것이라고 발표했다. 원래 계획인 R-36 ICBM의 1단, 2단을 사용할 계획을 변경해 제니트 로켓의 1단을 사용하기로 했다.

## 디자인
제니트 로켓 1단에 사용된 RD-120의 최신 개량 버전인 RD-870 엔진 4개를 1단으로 사용한다. RD-870 엔진은 진공추력 88.46톤, 해면추력 79.6톤으로서, 한국형 발사체의 1단 엔진과 성능이 비슷하다. 그러나 한국 보다 최신기술인 단계식 연소 사이클을 사용한다. 2단은 진공추력 8톤의 RD-861K 엔진을 사용한다.

## 같이 보기
- 치클론 로켓